# Furazolidon
Furazolidon was in de handel als antibacterieel geneesmiddel. Het werd in Nederland reeds in 1980 uit de handel gehaald wegens bijwerkingen. De resorptie uit het maag-darmkanaal is gering. Furazolidon werd toegepast bij darminfecties door Shigella, Salmonella en enteropathogene colibacteriën. Het werkingsspectrum is vergelijkbaar met het bekendere nitrofurantoïne.

## Gebruik
Furazolidon werd gebruikt bij mensen en dieren. Het gebruik is inmiddels in Europa totaal verboden. Het testen van eventueel besmet vlees is met 1400 euro erg duur.

## Misbruik
Juli 2014 ontstond grote opschudding in Nederland toen het middel werd aangetroffen in vleeskalveren. Inmiddels geldt een nultolerantie voor dit middel wegens mogelijke carcinogene en mutagene eigenschappen. Het veevoederbedrijf wijst in eerste instantie naar duivenpoep. Op 26 juni oordeelde het RIVM dat een recall van het vlees niet nodig was, wegens de geringe aangetroffen hoeveelheden. Op 29 juli werd begonnen met de ruiming van ongeveer 2500 vleeskalveren.

## Nieuw onderzoek bij mensen
Hoewel het geneesmiddel uit de handel is genomen wegens bovenstaande verdenkingen en er in Europa een nultolerantie geldt, wordt het de laatste jaren serieus onderzocht bij antibioticaresistentie. Er zijn 4 studies afgerond, buiten Europa en de Verenigde Staten, in een combinatherapie bij Helicobacter pylori. In de Verenigde Staten is men minder negatief dan in Europa.
Het middel wordt ervan verdacht carcinogeen te zijn. Het wordt onderzocht bij AML. Middelen die kankercellen doden zijn wel vaker zelf carcinogeen.